# Mafalda von Savoyen

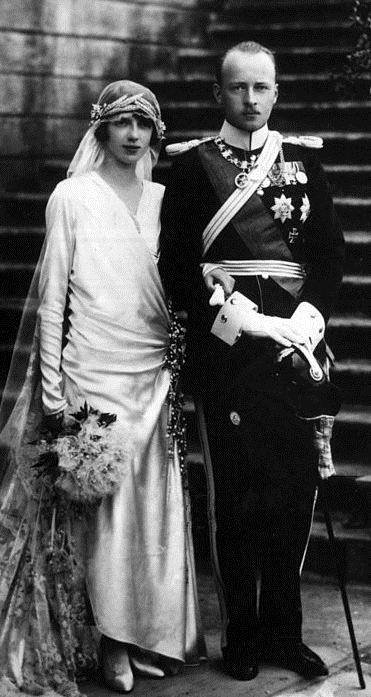
Mafalda von Savoyen und Philipp Prinz von Hessen bei ihrer Hochzeit am 23. September 1925 in Racconigi

Mafalda Maria Elisabetta Anna Romana, Prinzessin von Savoyen (* 19. November 1902 in Rom; † 27. August 1944 im KZ Buchenwald) war eine Tochter des Königs Viktor Emanuel III. von Italien und seiner Frau Prinzessin Elena von Montenegro.

## Leben

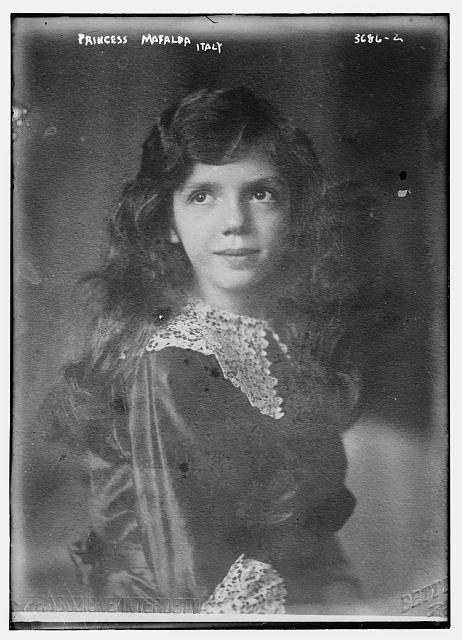
Prinzessin Mafalda als kleines Mädchen

Zu Ehren ihrer Geburt wurde 1903 die Gemeinde Ripalta sul Trigno im Molise in Mafalda umbenannt. Das 1909 in Dienst gestellte Passagierschiff Principessa Mafalda der italienischen Reederei Lloyd Italiano wurde nach ihr benannt. Mafalda heiratete 1925 Philipp Prinz von Hessen (1896–1980).
1943 schickte Hitler acht Divisionen nach Italien, um sich nach dem Sturz Mussolinis der Regierung zu bemächtigen (Fall Achse). König Viktor Emanuel III. konnte sich mit seiner Familie in den Schutz der Alliierten begeben. Mafaldas Ehemann Philipp, der ursprünglich ein Verbindungsmann zwischen Hitler und Mussolini war, wurde von Hitler verdächtigt, an dem Sturz mitgewirkt zu haben. Aus Rache und mit der Absicht, eine Geisel in der Hand zu haben, befahl Hitler dem Referenten des Auslandsnachrichtendienstes im Reichssicherheitshauptamt (Amt VI), SS-Sturmbannführer Karl Hass, Prinzessin Mafalda in Sofia am 23. September 1943 unter einem Vorwand in die deutsche Gesandtschaft zu locken. Mafalda weilte in Bulgarien bei ihrer Schwester Giovanna, Zariza Joanna, deren Gatte Zar Boris III. drei Wochen vorher bald nach seiner Rückkehr von einem Treffen mit Hitler gestorben war. Der Plan ging auf und Mafalda wurde dort festgenommen sowie von Sofia über München und Berlin ins KZ Buchenwald bei Weimar deportiert. Sie war dort in einer Sonderbaracke zusammen mit dem Ehepaar Breitscheid untergebracht.

## Tod
Bei einem Bombenangriff der USAAF am 24. August 1944 wurde sie verschüttet. Sie überlebte mit schweren Verletzungen und Verbrennungen. Ihr Arm wurde zu spät amputiert, so dass sie drei Tage später starb.
„Mafalda kam nach ein paar Tagen nach Buchenwald, wo sie eine Gefangene mit Vorzugsbehandlung war. Ihr wurde eine andere Gefangene zur Hilfe zugeteilt. Ihre Identität sollte jedoch geheim bleiben, und sie erhielt den Namen Frau Weber. Am 24. August 1944 wurden die Produktionsstätten des Lagers von amerikanischen Flugzeugen bombardiert. Die Prinzessin konnte in einen Splittergraben flüchten, in dem sie jedoch durch eine herabstürzende Mauer begraben wurde. Sie hatte eine schwere Verletzung an ihrer Schulter und Verbrennungen. Weil hunderte von Lagerinsassen verwundet und die Krankeneinrichtungen zerstört waren, dauerte es bis zum 27. August, bis sie operiert wurde, um einen Arm zu amputieren. Sie starb wenig später. In Italien ist immer wieder die Frage gestellt worden, ob man Mafalda bewusst hat sterben lassen. Dafür gibt es keine Beweise. Immerhin waren drei Ärzte zu der Operation hinzugezogen.“
Am Abend des 27. August wurde sie in Weimar im Grab 262 beerdigt, im Friedhofsregister stand „Unbekannte Frau“. Sie wurde nach Überführung 1951 in Kronberg im Taunus bestattet.

## Kinder
- Moritz (1926–2013)
- Heinrich (1927–1999)
- Otto (1937–1998)
- Elisabeth Margarethe (* 1940), ⚭ 1962 mit Friedrich Carl Graf von Oppersdorff (1925–1985)